# Marcel Mauri
Marcel Mauri de los Ríos (Badalona, 1977) es un historiador y periodista español que actualmente ejerce de vicepresidente y portavoz de Òmnium Cultural.

## Biografía
Nació en Badalona el 1977, siendo el pequeño de tres hijos de una familia trabajadora. Mauri estudió en la Escuela Jungfrau y en el Instituto La Llauna de Badalona y de joven estuvo ya en contacto con el mundo asociativo: primero, en los esplai y ya en la universidad, con el Bloc d’Estudiants Independentistes (BEI) y la Coordinadora d'Estudiants dels Països Catalans (CEPC).

### Trayectoria académica y profesional
Es doctor en periodismo por la Universidad Pompeu Fabra y licenciado en historia por la Universidad Autónoma de Barcelona. Desde el año 2020, es profesor de Historia del periodismo y ética periodística en el Departamento de Comunicación de la Universidad Pompeu Fabra. También es consultor de ética y derecho de comunicación en la Universidad Abierta de Cataluña. En 2007, llevó a cabo la investigación predoctoral en la Universidad de la Sorbona de París y en 2010 realizó una investigación posdoctoral en la Universidad de Columbia de Nueva York. Ha publicado artículos y libros sobre ética en los medios e historia del periodismo. 
El 8 de enero de 2016 fue elegido jefe de gabinete de Alcaldía y Comunicación del Ayuntamiento de Badalona. En 2017 fue nombrado asesor del vicepresidente y consejero de Economía y Hacienda del Gobierno de Cataluña.

### Òmnium Cultural
Desde el año 2007 formó parte de la junta territorial de Òmnium Badalona - Barcelonès Nord y llegó a ser el presidente durante casi 4 años (2010-2014). Dimitió como presidente de la junta en el año 2014 para formar parte de la candidatura de Muriel Casals a la Junta directiva de Òmnium Cultural, de forma voluntaria y no remunerada. Fue vocal de la junta hasta que el 16 de octubre de 2017 encarcelaron a Jordi Cuixart en Soto del Real. Desde ese momento, pasó a ser el vicepresidente y portavoz de la entidad, cargo también voluntario y no remunerado.

### Premios y reconocimientos
En el año 2012 fue galardonado con el premio de Comunicación Social Joan Givanel i Mas del Instituto de Estudios Catalanes.